# Геннобавд (IV век)
Геннобавд (лат. Gennobaudes; умер приблизительно в 388 году) — вождь и военачальник франков конца IV века.
В 388 году Геннобавд вместе с вождями Маркомиром и Сунноном напал на древнеримскую провинцию Германию на левом берегу Рейна. Франки прорвали римский лимес, разорили земли в районе Кёльна и отошли назад с крупной добычей. Часть франков, оставшихся на римских землях, атаковали римляне под командованием Наннина и Квинтина. Вероятно, Геннобавд пал в бою в Угольном лесу (silva carbonaria), исторической местности в современной Бельгии между Тюэном и Лёвеном. Поход франков и ответный удар римлян подробно описан в утраченном ныне труде «История» позднеантичного историка Александра Сульпиция, известном по поздней работе Григория Турского.
Родственные связи с жившим более чем на сто лет раньше франкским вождём Геннобавдом возможны, но документально не подтверждены.